# Кім Віталій Олександрович
Віталій Олександрович Кім (нар. 13 березня 1981, Миколаїв, Українська РСР, СРСР) — український підприємець і політик корейського походження. З 25 листопада 2020 року — голова Миколаївської обласної державної адміністрації.

## Життєпис
Народився 13 березня 1981 в Миколаєві. Батько — заслужений тренер з баскетболу, був гравцем молодіжної збірної СРСР.
Закінчив Миколаївську гімназію № 2 та Національний університет кораблебудування імені адмірала Макарова за спеціальністю «економіка підприємств».
З 1998 — займається підприємницькою діяльністю. Був керуючим партнером клубу Ushuaja, має стосунок до будівельного бізнесу.
2003 — працював у компанії «Укрпромресурс», що спеціалізується на оціночній та аудиторській діяльності в державному секторі. 2005—2011 — займав керівні позиції в ряді миколаївських підприємств, що спеціалізуються на міжнародній інвестиційній діяльності. 2015—2016 — брав участь в організації роботи та керівництва аналітичного департаменту Міністерства аграрної політики України.
Був керівником восьми компаній у Миколаєві, які він переписав на партнерів у 2019 році. Керівництво трьома з них перейшло до дружини Юлії Кім.
2019 — у ході президентських і парламентських виборів працював у Миколаївському обласному виборчому штабі партії «Слуга народу». 2020 — у ході місцевих виборів керував штабом, також був кандидатом у депутати до Миколаївської міської ради.
З 2020 року здобуває рівень аспірантури за спеціальністю «державне управління» в Національному університеті кораблебудування імені адмірала Макарова.
З 25 листопада 2020  — голова Миколаївської обласної державної адміністрації.

## Особисте життя
Дружина — Юлія Віталіївна Кім. Подружжя має трьох дітей: двох дочок — Євгенію та Олександру, і сина Руслана.
Знає англійську мову, також частково французьку та корейську.

## Нагороди та відзнаки
В 2023 році став одним з 15 лідерів у категорії «Державне управління» рейтингу «Список лідерів України УП-100» видання Українська правда.

### Нагороди
- Орден Богдана Хмельницького III ступеня (6 березня 2022) — за вагомий особистий внесок у захист державного суверенітету та територіальної цілісності України, мужність і самовіддані дії, виявлені під час організації оборони населених пунктів від російських загарбників[8].

## Галерея

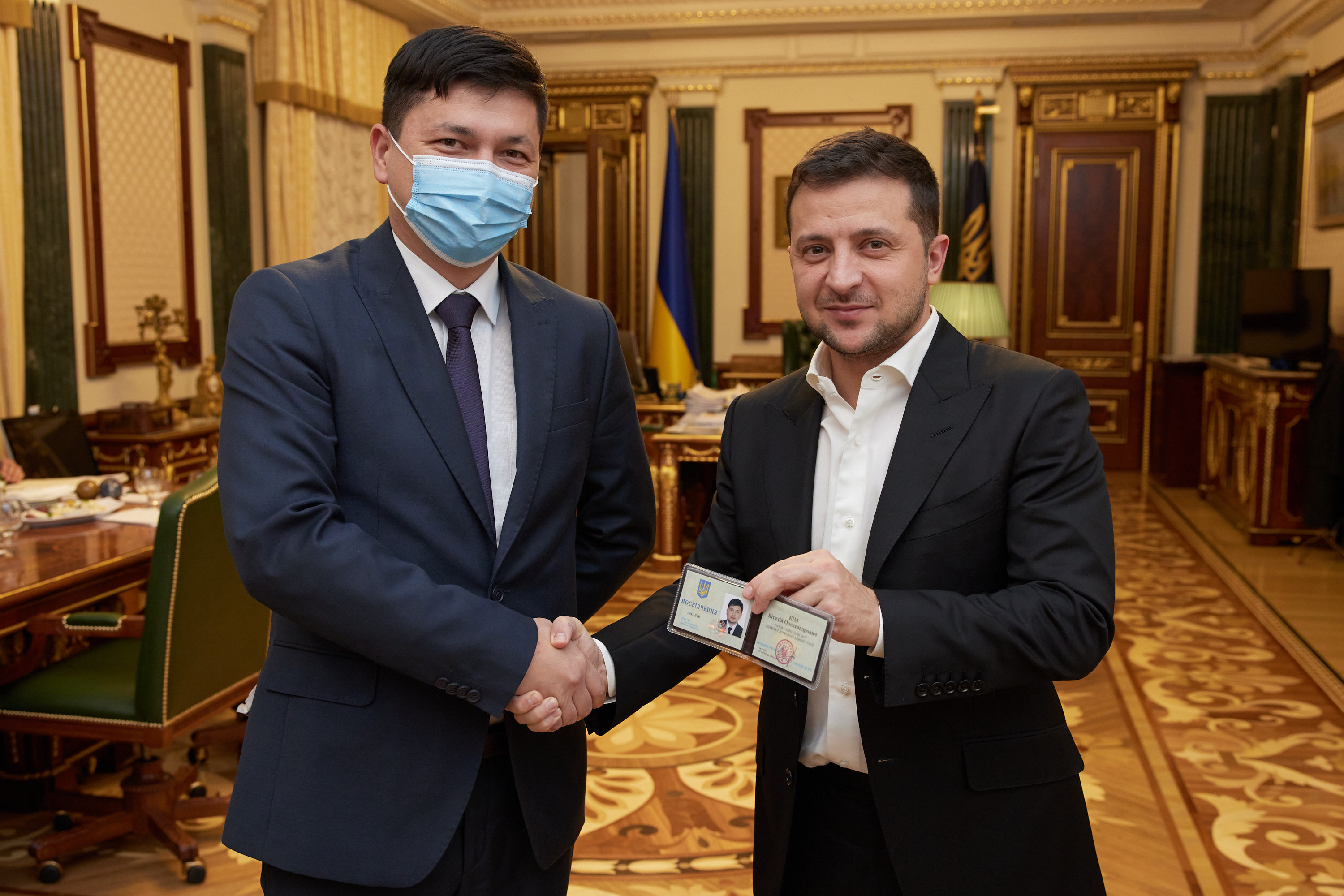
Віталій Кім під час зустрічі з президентом України Володимиром Зеленський, 2020 рік
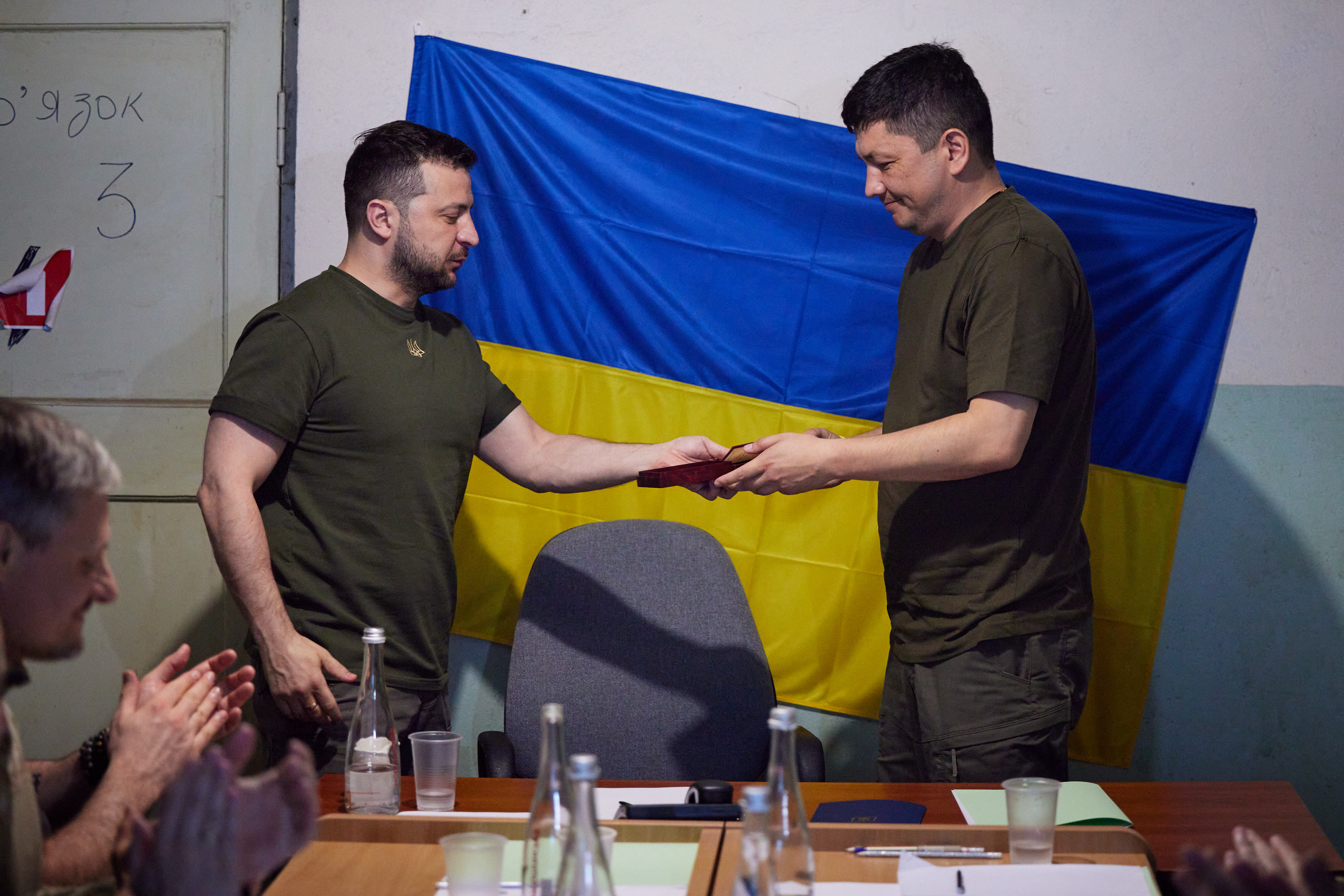
Віталій Кім  приймає нагороду від президента України Володимира Зеленського, 2022 рік